# Górki (powiat otwocki)
Górki – wieś sołecka w Polsce położona w województwie mazowieckim, w powiecie otwockim, w gminie Osieck.
Wierni Kościoła rzymskokatolickiego należą do parafii św. Bartłomieja Apostoła w Osiecku.
Od roku 1962 funkcjonuje w miejscowości jednostka OSP.
W Górkach, przy głównej drodze, rośnie wyjątkowo okazały, pomnikowy dąb – Jan Paweł Wielki. To potężne drzewo o obwodzie 800 cm, wysokości 32 m, z koroną o wymiarach 35,5 x 32 m.
Wieś szlachecka  położona była w drugiej połowie XVI wieku w powiecie garwolińskim  ziemi czerskiej województwa mazowieckiego. W latach 1975–1998 miejscowość należała administracyjnie do województwa siedleckiego.